# Long Tien
Long Tien aussi appelé Long Tieng, Long Chen ou Long Chieng, est une localité laotienne de la province de Xaisomboun. Pendant la guerre civile laotienne, elle était à la fois une ville et une base aérienne exploitée par la CIA. Elle était aussi désignée à cette époque sous le nom de   « Lima Site 98 (LS 98 en anglais) » ou « Lima site 20A (LS 20A) ».
Au plus fort de son importance dans les années 1960, la « ville secrète » de Long Tien avait une population de 40 000 habitants, ce qui en fait la deuxième plus grande ville au Laos à l'époque, mais elle n'est jamais apparu sur les cartes officielles pendant cette période, l'aéroport présent étant simplement signalé comme une « piste de dégagement », utilisée pour les atterrissages en urgence.

## Histoire
En 1962, la CIA établit tout d'abord le P.C. du général Vang Pao dans la vallée de Long Tien, qui à l'époque n'avait presque pas d'habitants. En 1964, une piste d'atterrissage de 1260 m de long y est achevée, et en 1966 Long Tien devient l'une des plus grandes installations américaines sur le sol étranger, et l'un des aéroports les plus fréquentés au monde. 
Entre 1965 et 1973 plus de 2 millions de tonnes ont été lâchées dans la région de Long Tien par les États-Unis. Ces bombardements opérés en partie par la CIA étaient niés par le gouvernement américain. Ce bombardement est considéré comme le plus important bombardement (principalement sur des populations civiles) au monde, devant le bombardement de Dresde ou encore les bombardements de Tokyo (bombe incendiaire sur des maisons majoritairement en bois, mai 1945), tous deux également par les États-Unis. Plus de 2 millions de tonnes y ont ainsi été lâchées.
En 1971, un avion McDonnell Douglas F-4 Phantom II de la force aérienne américaine frappe par erreur Long Tien avec des bombes à sous-munitions, provoquant un incendie qui détruit le poste opérationnel de la CIA.
Les forces nord-vietnamiennes commencent à menacer Long Tien à la fin de 1971, et s'en approchent assez pour bombarder la 31 décembre à 15 h 30, heure locale. Au début de janvier 1972, 19000 combattants nord-vietnamiens lancent une attaque concertée à Long Tien encerclant le site à partir des 4 points cardinaux. Ils capturent plusieurs installations, prennent des positions ennemies et installent des batteries antiaériennes. Malgré une demande de reconnaissance de leur victoire par les forces communistes, les 10 000 défenseurs de Long Tien, un mélange de Hmongs, Thaïs, et Laos, ne s'avouent pas vaincus, et ils sont renforcés en milieu de mois par des Thais et 1200 francs-tireurs d'élite du sud du Laos pilotés par la CIA. Après avoir subi des pertes d'un tiers à 50 %, ces forces réussissent à reprendre leurs positions-clés dès la fin janvier.
On compte dans la région plus de 20 000 victimes de ces bombes non explosées depuis la fin de la guerre.